# Marianne van den Heuvel

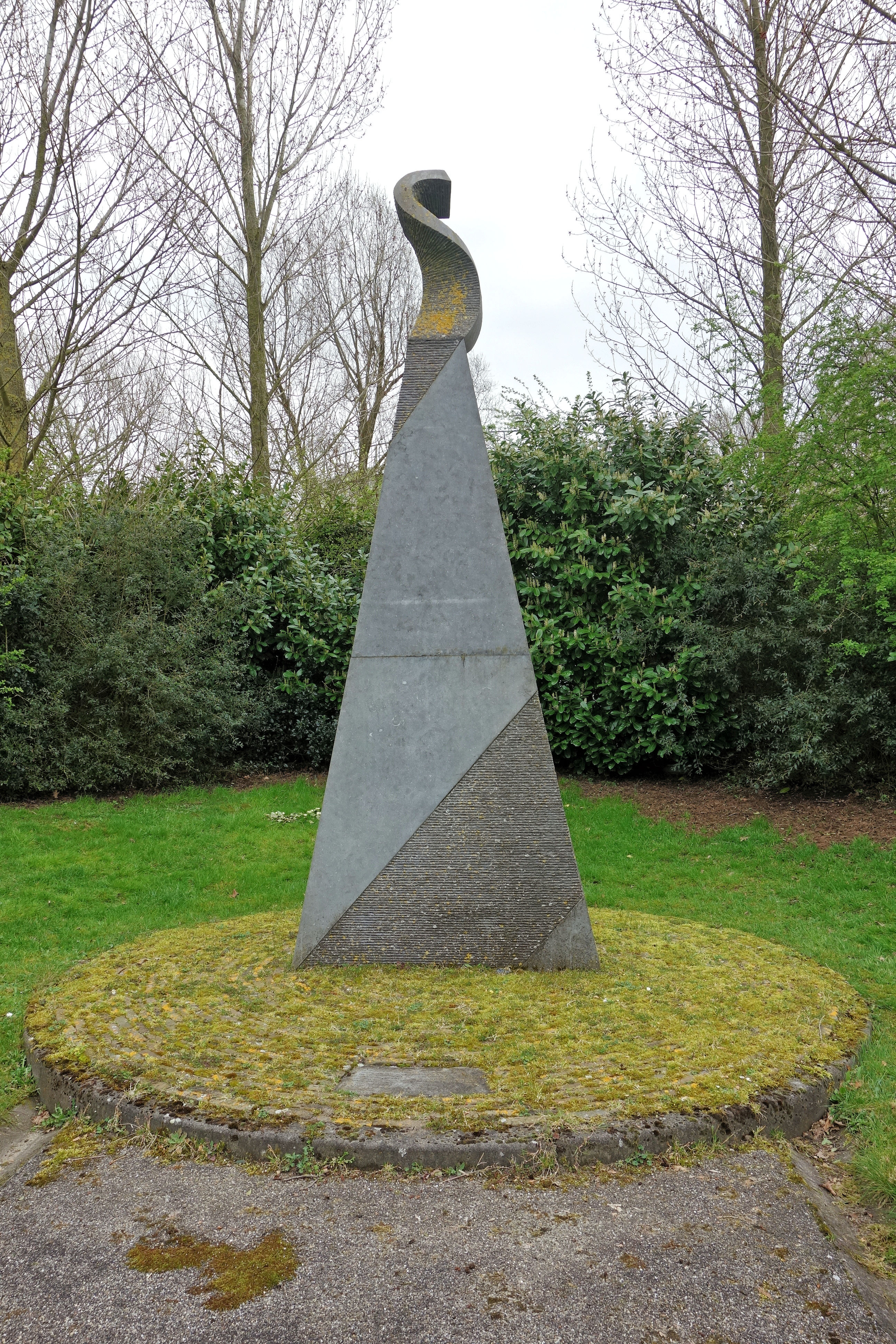
De spiraal

Marianne van den Heuvel (Amsterdam, 1947) is een Nederlands beeldhouwer.

## Leven en werk
Van den Heuvel werd opgeleid aan de Gerrit Rietveld Academie (1978-1983), als leerling van Jan de Baat, Aart Rietbroek en Jos Wong. Ze maakt geometrisch-abstracte sculpturen in natuursteen, Belgisch hardsteen en brons, soms in stapelbare delen. Ze woont en werkt in Nederland, maar ook voor langere periodes in het buitenland, waar een aantal beelden is geplaatst.
Van den Heuvel is aangesloten bij Stichting Memento Gedenkbeelden (was er ook een tijd bestuurslid), een groep kunstenaars die graf- en gedenkbeelden maakt. Ze geeft les aan dè Beeldhouwschool aan de Tussen de Bogen in Amsterdam, waarvan ze medeoprichtster is.

## Enkele werken
- 1974: Homenaje a la mujer cubana (ode aan de Cubaanse vrouw), Nueva Gerona, Isla de la Juventud (Cuba)
- 1997: Teken, begraafplaats De Nieuwe Ooster, Amsterdam
- 1999: Pauze-teken, monument voor vermisten, Moreelsepark, Utrecht.
- 2000: Bloemenpoort, Wijk bij Duurstede.
- 2000: Boom, Vrolikstraat, Amsterdam.
- 2003: Stilleven, De cirkel van de roos, Een cirkel van bloemen, begraafplaats Vredehof, Ridderkerk.
- 2003: Sterretjeslint, monument voor te vroeg geboren overleden kinderen, begraafplaats Rhijnhof, Leiden.
- 2009: De spiraal, Purmerweg, Purmerend.
- Amazone, Comblain-au-Pont (België).
- Gate for Changchun, Changchun (China).
- Waaier, Changchun (China).
- Ontmoeting, Yangun (China).
- Posthoorn, Rucphen.

## Foto's

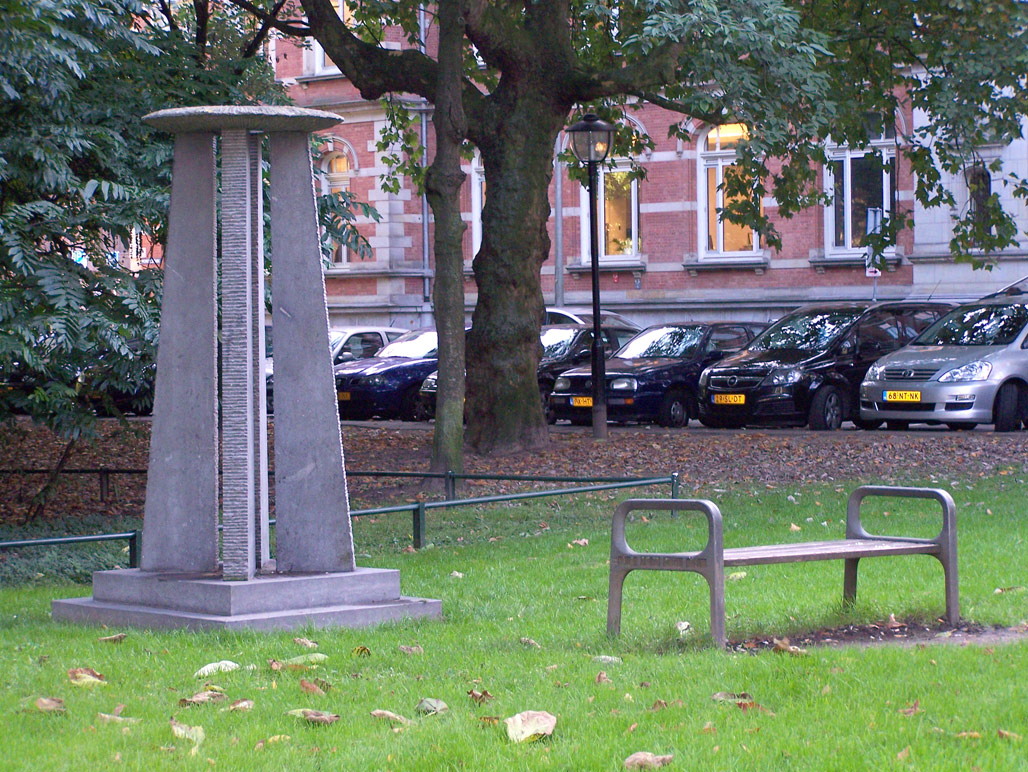
Pauze-teken
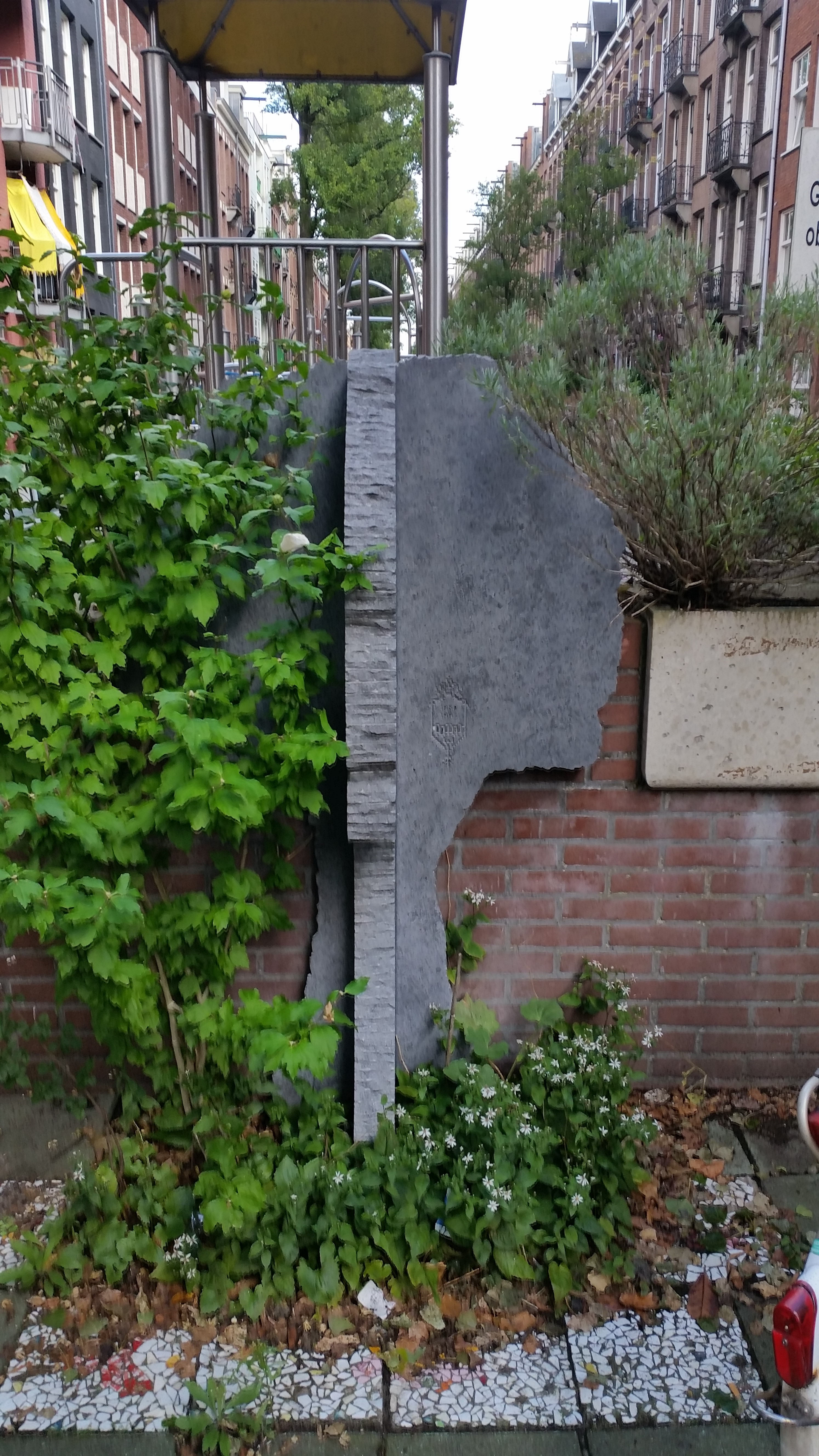
Boom
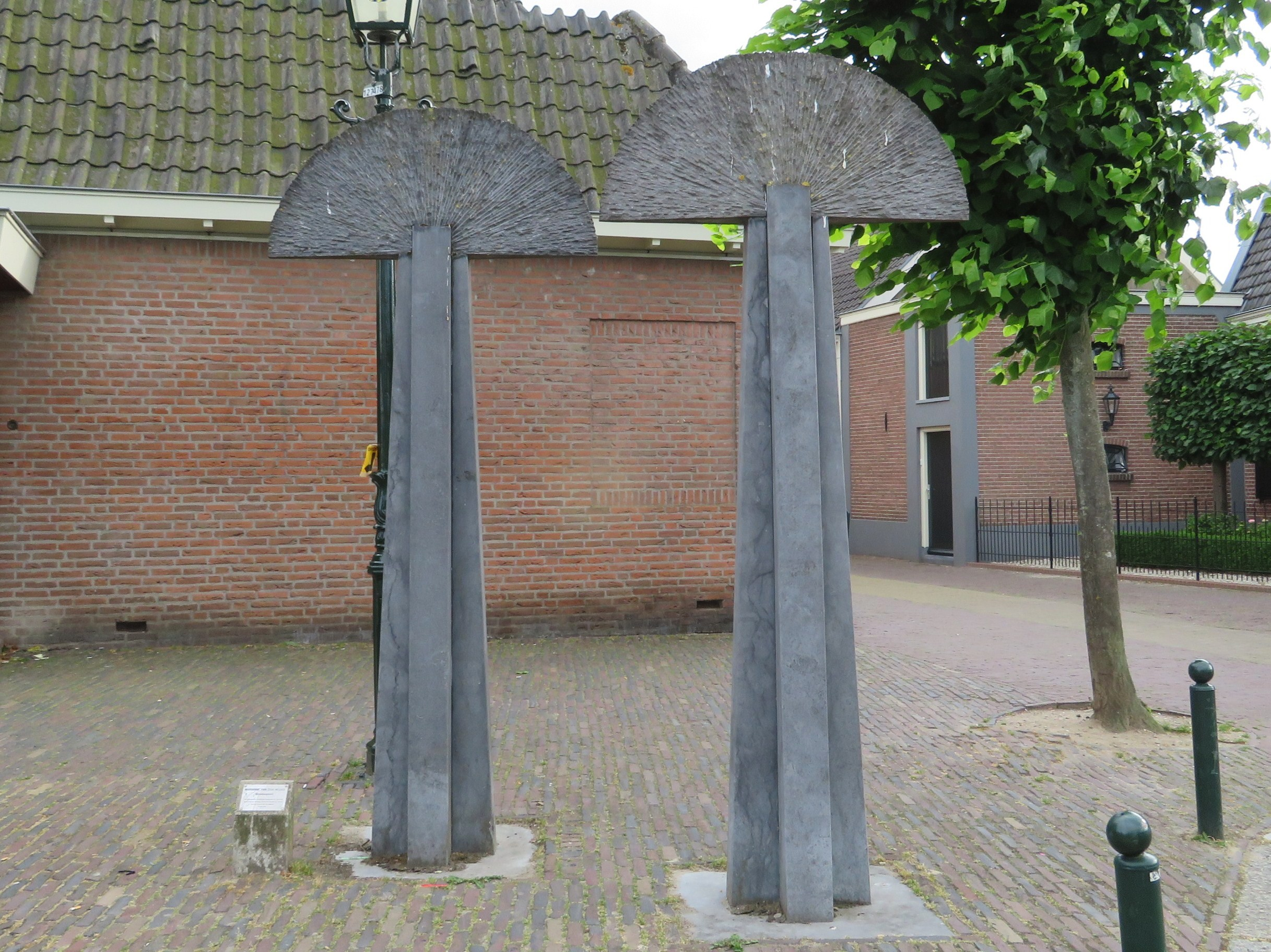
Bloemenpoort
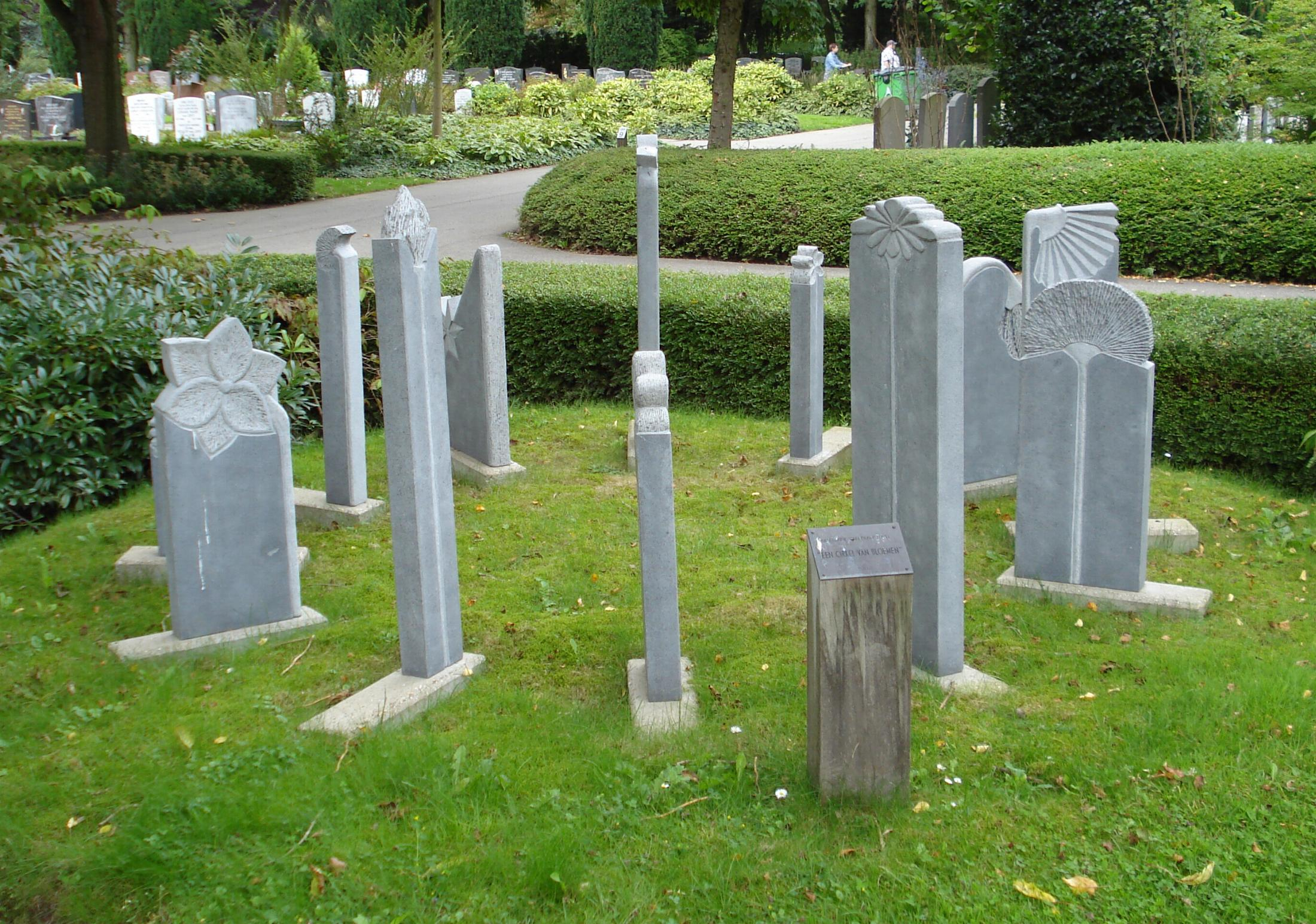
Een cirkel van bloemen
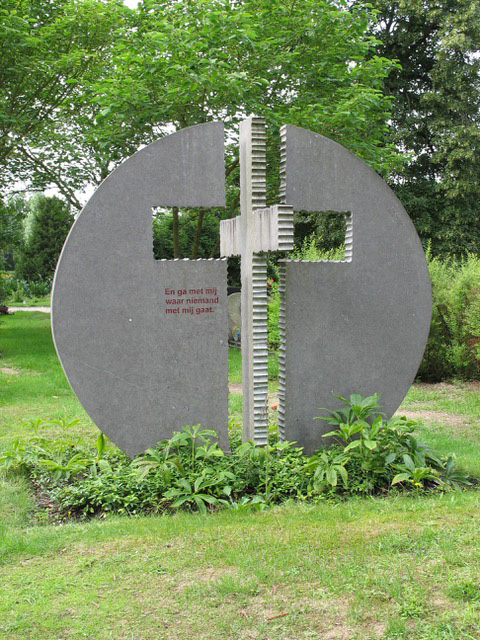
Teken, beeld op het R.K. deel van de Nieuwe Ooster Begraafplaats Amsterdam

## Publicaties
- Marianne van den Heuvel (tekst) en Helga van Leijpsig (samenstelling) Ontmoetingen in steen. Venlo: Van Spijk, 2004. ISBN 90 6216 682 2
- Marianne van den Heuvel (tekst) en Hank Linnekamp (red.) Beeldverhalen. Amsterdam: Van den Heuvel, 2008. ISBN 90-90222757-6
- Marianne van den Heuvel (tekst) en Hank Linnekamp (red.) Van blok naar beeld. Amsterdam: Van den Heuvel, 2008. ISBN 978-90-813324-1-5